# Санта-Катерина-Виллармоза
Санта-Катерина-Виллармоза (итал. Santa Caterina Villarmosa) — коммуна в Италии, располагается в регионе Сицилия, подчиняется административному центру Кальтаниссетта.
Население составляет 6084 человека, плотность населения составляет 81 чел./км². Занимает площадь 75 км². Почтовый индекс — 93018. Телефонный код — 0934.
Покровительницей коммуны почитается святая Екатерина Александрийская. Праздник ежегодно празднуется 25 ноября.